# Premier district congressionnel du Wisconsin
Le 1er district congressionnel du Wisconsin est un district situé dans le sud-est du Wisconsin, couvrant les comtés de Kenosha, Racine et la majeure partie du Comté de Walworth, ainsi que des parties du Comté de Rock et du Comté de Milwaukee. Le Représentant actuel du district est le Républicain Bryan Steil.
Parmi les anciens Représentants du district figurent le Secrétaire américain à la Défense Les Aspin, le Speaker de la Chambre et le candidat à la vice-présidence de 2012, Paul Ryan.
District légèrement à tendance républicaine, il a été porté par George W. Bush en 2004 avec 53 % ; le district a voté pour Barack Obama plutôt que John McCain en 2008, 51,40 à 47,45 % et le district a voté pour Mitt Romney plutôt que Barack Obama en 2012, 52,12 % à 47,88 %. Il est resté républicain en 2016, avec une pluralité d’électeurs votant pour Donald Trump.

## Géographie
| #   | Comté     | Siège      | Population |
| --- | --------- | ---------- | ---------- |
| 59  | Kenosha   | Kenosha    | 168 732    |
| 79  | Milwaukee | Milwaukee  | 928 059    |
| 101 | Racine    | Racine     | 196 896    |
| 101 | Rock      | Janesville | 164 381    |
| 101 | Walworth  | Elkhorn    | 106 799    |

Comté de Kenosha
Brighton, Bristol, Genoa City, Kenosha, Paddock Lake, Paris, Pleasant Prairie, Randall, Salem Lakes, Somers, Twin Lakes et Wheatland
Comté de Milwaukee
Cudahy, Franklin, Greendale, Hales Corners, Oak Creek, South Milwaukee et St. Francis.
Comté de Racine
Burlington, Caledonia, Dover, Elmwood, Mount Pleasant, North Bay, Norway, Racine, Raymond, Rochester, Sturtevant, Union Grove, Wateford, Wind Point et Yorkville.
Comté de Rock
Beloit, Bradford, Center, Clinton, Janesville, La Prairie, Milton (majorité) et Turtle (majorité).
Comté de Walworth
Bloomfield, Darien, Delavan, Elkhorn, Geneva, Genoa City, Fontana-on-Geneva Lake, Lake Geneva, Sharon, Whitewater (Partie de Walworth) et Williams Bay.

## Historique de vote
| Année | Poste        | Résultats                          |
| ----- | ------------ | ---------------------------------- |
| 2000  | Président    | Al Gore 49,0 % – 47,0 %            |
| 2004  | Président    | George W. Bush 54,0 % – 46,0 %     |
| 2008  | Président    | Barack Obama 51,0 % – 48,0 %       |
| 2012  | Président    | Mitt Romney 52,0 % – 47,0 %        |
| 2014  | Gouverneur   | Scott Walker 58,25 % – 40,73 %     |
| 2016  | Président    | Donald Trump 48,2 % – 45,5 %       |
| 2016  | Sénat        | Ron Johnson 51,3 % – 45,7 %        |
| 2018  | Gouverneur   | Scott Walker 54,13 % – 43,75 %     |
| 2018  | Sénat        | Leah Vukmir 50,3 % – 49,6 %        |
| 2020  | Président    | Donald Trump 50,1 % – 48,1 %       |
| 2022  | Gouverneur   | Tim Michels 49,5 % – 49,3 %        |
| 2022  | Sénat        | Ron Johnson 52,0 % – 48,0 %        |
| 2023  | Cour Suprême | Janet Protasiewicz 53,0 % – 47,0 % |

## Liste des Représentants du district
| Membre                           | Parti             | Années                           | Congrès     | Histoire électorale | Zone géographique |
| -------------------------------- | ----------------- | -------------------------------- | ----------- | --- | --- |
| District établit le 5 juin 1848  |                   |                                  |             | | |
| William Pitt Lynde (en)          | Démocrate         | 5 juin 1848 - 3 mars 1849        | 30e         | Élu pour un court mandat en 1848. Perd sa réélection. | Green, Jefferson, Milwaukee, Racine, Rock, Walworth et Waukesha |
| Charles Durkee (en)              | Free Soil (en)    | 4 mars 1849 - 3 mars 1853        | 31e , 32e   | Élu pour le mandat régulier en 1848. Réélu en 1850. Retrait. | Milwaukee, Racine, Walworth et Waukesha (et Kenosha—créée en 1850 à partir de Racine) |
| Daniel Wells Jr. (en)            | Démocrate         | 4 mars 1853 - 3 mars 1857        | 33e , 34e   | Élu en 1852. Réélu en 1854. Retrait. | Milwaukee, Racine, Walworth et Waukesha (et Kenosha—créée en 1850 à partir de Racine) |
| John F. Potter (en)              | Républicain       | 4 mars 1857 - 3 mars 1863        | 35e - 37e   | Élu en 1856. Réélu en 1858. Réélu en 1860. Perd sa réélection. | Milwaukee, Racine, Walworth et Waukesha (et Kenosha—créée en 1850 à partir de Racine) |
| James S. Brown (en)              | Démocrate         | 4 mars 1863 - 3 mars 1865        | 38e         | Élu en 1862. Retrait de l'élection. | Kenosha, Milwaukee, Racine, Walworth et Waukesha |
| Halbert E. Paine (en)            | Républicain       | 4 mars 1865 - 3 mars 1871        | 39e - 41e   | Élu en 1864. Réélu en 1866. Réélu en 1868. Retrait. | Kenosha, Milwaukee, Racine, Walworth et Waukesha |
| Alexander Mitchell (en)          | Démocrate         | 4 mars 1871 - 3 mars 1873        | 42e         | Élu en 1870. Redécoupage vers le 4e district. | Kenosha, Milwaukee, Racine, Walworth et Waukesha |
| Charles G. Williams (en)         | Républicain       | 4 mars 1873 - 3 mars 1883        | 43e - 47e   | Élu en 1872. Réélu en 1874. Réélu en 1876. Réélu en 1878. Réélu en 1880. Perd sa réélection. | Kenosha, Racine, Rock, Walworth et Waukesha |
| John Winans (en)                 | Démocrate         | 4 mars 1883 - 3 mars 1885        | 48e         | Élu en 1882. Retrait pour se présenter comme Maire de Janesville. | Jefferson, Kenosha, Racine, Rock et Walworth |
| Lucien B. Caswell (en)           | Républicain       | 4 mars 1885 - 3 mars 1891        | 49e - 51e   | Élu en 1884. Réélu en 1886. Réélu en 1888. Perd sa renomination. | Jefferson, Kenosha, Racine, Rock et Walworth |
| Clinton Babbitt (en)             | Démocrate         | 4 mars 1891 - 3 mars 1893        | 52e         | Élu en 1890. Perd sa réélection. | Jefferson, Kenosha, Racine, Rock et Walworth |
| Henry Allen Cooper (en)          | Républicain       | 4 mars 1893 - 3 mars 1919        | 53e - 65e   | Élu en 1892. Réélu en 1894. Réélu en 1896. Réélu en 1898. Réélu en 1900. Réélu en 1902. Réélu en 1904. Réélu en 1906. Réélu en 1908. Réélu en 1910. Réélu en 1912. Réélu en 1914. Réélu en 1916. Perd a renomination puis sa réélection en tant qu'Indépendant. | Green, Kenosha, Lafayette, Racine, Rock et Walworth |
| Henry Allen Cooper (en)          | Républicain       | 4 mars 1893 - 3 mars 1919        | 53e - 65e   | Élu en 1892. Réélu en 1894. Réélu en 1896. Réélu en 1898. Réélu en 1900. Réélu en 1902. Réélu en 1904. Réélu en 1906. Réélu en 1908. Réélu en 1910. Réélu en 1912. Réélu en 1914. Réélu en 1916. Perd a renomination puis sa réélection en tant qu'Indépendant. | Green, Kenosha, Lafayette, Racine, Rock et Walworth |
| Henry Allen Cooper (en)          | Républicain       | 4 mars 1893 - 3 mars 1919        | 53e - 65e   | Élu en 1892. Réélu en 1894. Réélu en 1896. Réélu en 1898. Réélu en 1900. Réélu en 1902. Réélu en 1904. Réélu en 1906. Réélu en 1908. Réélu en 1910. Réélu en 1912. Réélu en 1914. Réélu en 1916. Perd a renomination puis sa réélection en tant qu'Indépendant. | Kenosha, Racine, Rock, Walworth et Waukesha |
| Clifford E. Randall (en)         | Républicain       | 4 mars 1919 - 3 mars 1821        | 66e         | Élu en 1918. Perd sa renomination. | |
| Henry Allen Cooper (en)          | Républicain       | 4 mars 1921 - 1er mars 1931      | 67e - 71e   | Élu en 1920. Réélu en 1922. Réélu en 1924. Réélu en 1926. Réélu en 1928. Réélu en 1930 mais décède avant le début du mandat suivant. | |
| Vacant                           | Vacant            | 1er mars 1931 - 13 octobre 1931  | 71e , 72e   | | |
| Thomas Ryum Amlie (en)           | Républicain       | 13 octobre 1931 - 3 mars 1933    | 72e         | Élu pour terminer le mandat de Cooper. Perd sa renomination. | |
| George Washington Blanchard (en) | Républicain       | 4 mars 1933 - 3 janvier 1935     | 73e         | Élu en 1932. Renominé mais se retire avant l'élection. | Green, Kenosha, Racine, Rock et Walworth |
| Thomas Ryum Amlie (en)           | Progressiste (en) | 3 janvier 1935 - 3 janvier 1939  | 74e , 75e   | Élu en 1934. Réélu en 1936. Retrait pour se présenter comme Sénateur des États-Unis. | Green, Kenosha, Racine, Rock et Walworth |
| Stephen Bolles (en)              | Républicain       | 3 janvier 1939 - 8 juillet 1941  | 76e , 77e   | Élu en 1938. Réélu en 1940. Décès. | Green, Kenosha, Racine, Rock et Walworth |
| Vacant                           | Vacant            | 8 juillet 1941 - 29 août 1941    | 77e         | | Green, Kenosha, Racine, Rock et Walworth |
| Lawrence H. Smith (en)           | Républicain       | 29 août 1941 - 22 janvier 1958   | 77e - 85e   | Élu pour terminer le mandat de Bolles. Réélu en 1942. Réélu en 1944. Réélu en 1946. Réélu en 1948. Réélu en 1950. Réélu en 1952. Réélu en 1954. Réélu en 1956. Décès.                                                                                           | Green, Kenosha, Racine, Rock et Walworth |
| Vacant                           | Vacant            | 22 janvier 1959 - 3 janvier 1961 | 86e         | | Green, Kenosha, Racine, Rock et Walworth |
| Gerald T. Flynn (en)             | Démocrate         | 3 janvier 1959 - 3 janvier 1961  | 86e         | Élu en 1958. Perd sa réélection. | Green, Kenosha, Racine, Rock et Walworth |
| Henry C. Schadeberg (en)         | Républicain       | 3 janvier 1961 - 3 janvier 1965  | 87e , 88e   | Élu en 1960. Réélu en 1962. Perd sa réélection. | Green, Kenosha, Racine, Rock et Walworth |
| Lynn E. Stalbaum (en)            | Démocrate         | 3 janvier 1965 - 3 janvier 1967  | 89e         | Élu en 1964. Perd sa réélection. | Kenosha, Racine, Rock et Walworth |
| Henry C. Schadeberg (en)         | Républicain       | 3 janvier 1967 - 3 janvier 1971  | 90e , 91e   | Élu en 1966. Réélu en 1968. Perd sa réélection. | Kenosha, Racine, Rock et Walworth |
| Les Aspin                        | Démocrate         | 3 janvier 1971 - 20 janvier 1993 | 92e - 103e  | Élu en 1970. Réélu en 1972. Réélu en 1974. Réélu en 1976. Réélu en 1978. Réélu en 1980. Réélu en 1982. Réélu en 1984. Réélu en 1986. Réélu en 1988. Réélu en 1990. Réélu en 1992. Démissionne pour devenir Secrétaire à la Défense des États-Unis.              | Kenosha, Racine, Rock et Walworth |
| Les Aspin                        | Démocrate         | 3 janvier 1971 - 20 janvier 1993 | 92e - 103e  | Élu en 1970. Réélu en 1972. Réélu en 1974. Réélu en 1976. Réélu en 1978. Réélu en 1980. Réélu en 1982. Réélu en 1984. Réélu en 1986. Réélu en 1988. Réélu en 1990. Réélu en 1992. Démissionne pour devenir Secrétaire à la Défense des États-Unis.              | Kenosha, Racine, Rock et Walworth, ainsi que Comté de Green (Albany, Spring, Grove, Albany, Brodhead) et Comté de Jefferson (Whitewater)                                                                                            |
| Les Aspin                        | Démocrate         | 3 janvier 1971 - 20 janvier 1993 | 92e - 103e  | Élu en 1970. Réélu en 1972. Réélu en 1974. Réélu en 1976. Réélu en 1978. Réélu en 1980. Réélu en 1982. Réélu en 1984. Réélu en 1986. Réélu en 1988. Réélu en 1990. Réélu en 1992. Démissionne pour devenir Secrétaire à la Défense des États-Unis.              | Kenosha, Racine, Rock et Walworth, ainsi que Comté de Green (Albany, Brooklyn, Cadiz, Clarno, Decatur, Exeter, Jefferson, Mt. Pleasant, Spring Grove, Albany, Browntown, Monticello et Brodhead) et Comté de Jefferson (Whitewater) |
| Vacant                           | Vacant            | 20 janvier 1993 - 4 mai 1993     | 103e        | | 1993–2003 |
| Peter W. Barca (en)              | Démocrate         | 4 mai 1993 - 3 janvier 1995      | 103e        | Élu pour terminer le mandat d'Aspin. Perd sa réélection. | 1993–2003 |
| Mark Neumann                     | Républicain       | 3 janvier 1995 - 3 janvier 1999  | 104e , 105e | Élu en 1994. Réélu en 1996. Retrait pour se présenter comme Sénateur des États-Unis. | 1993–2003 |
| Paul Ryan                        | Républicain       | 3 janvier 1999 - 3 janvier 2019  | 106e - 115e | Élu en 1998. Réélu en 2000. Réélu en 2002. Réélu en 2004. Réélu en 2006. Réélu en 2008. Réélu en 2010. Réélu en 2014. Réélu en 2016. Retrait. | 1993–2003 |
| Paul Ryan                        | Républicain       | 3 janvier 1999 - 3 janvier 2019  | 106e - 115e | Élu en 1998. Réélu en 2000. Réélu en 2002. Réélu en 2004. Réélu en 2006. Réélu en 2008. Réélu en 2010. Réélu en 2014. Réélu en 2016. Retrait. | 2003–2013 |
| Paul Ryan                        | Républicain       | 3 janvier 1999 - 3 janvier 2019  | 106e - 115e | Élu en 1998. Réélu en 2000. Réélu en 2002. Réélu en 2004. Réélu en 2006. Réélu en 2008. Réélu en 2010. Réélu en 2014. Réélu en 2016. Retrait. | 2013–2023 |
| Bryan Steil                      | Républicain       | 3 janvier 2019 - Présent         | 116e - 118e | Élu en 2018. Réélu en 2020. Réélu en 2022. | |
| Bryan Steil                      | Républicain       | 3 janvier 2019 - Présent         | 116e - 118e | Élu en 2018. Réélu en 2020. Réélu en 2022. | 2023-Présent |

## Résultats des récentes élections
Voici les résultats des dix précédents cycles électoraux dans le district.

### 2004
| Élection de 2004 du 1er district congressionnel du Wisconsin | Élection de 2004 du 1er district congressionnel du Wisconsin | Élection de 2004 du 1er district congressionnel du Wisconsin | Élection de 2004 du 1er district congressionnel du Wisconsin | Élection de 2004 du 1er district congressionnel du Wisconsin |
| ------------------------------------------------------------ | ------------------------------------------------------------ | ------------------------------------------------------------ | ------------------------------------------------------------ | ------------------------------------------------------------ |
| Parti                                                        | Parti                                                        | Candidat                                                     | Votes                                                        | %                                                            |
|                                                              | Républicain                                                  | Paul Ryan (sortant)                                          | 233 372                                                      | 65,4                                                         |
|                                                              | Démocrate                                                    | Jeffrey C. Thomas                                            | 116 250                                                      | 32,6                                                         |
|                                                              | Indépendant                                                  | Norman Aulabaugh                                             | 4252                                                         | 1,2                                                          |
|                                                              | Libertarien                                                  | Don Bernau                                                   | 2936                                                         | 0,8                                                          |
|                                                              | Autres                                                       | Autres                                                       | 166                                                          | 0,0                                                          |
| Total des votes                                              | Total des votes                                              | Total des votes                                              | 356 976                                                      | 100 %                                                        |
|                                                              | Les Républicains conservent                                  |                                                              |                                                              |                                                              |

### 2006
| Élection de 2006 du 1er district congressionnel du Wisconsin | Élection de 2006 du 1er district congressionnel du Wisconsin | Élection de 2006 du 1er district congressionnel du Wisconsin | Élection de 2006 du 1er district congressionnel du Wisconsin | Élection de 2006 du 1er district congressionnel du Wisconsin |
| ------------------------------------------------------------ | ------------------------------------------------------------ | ------------------------------------------------------------ | ------------------------------------------------------------ | ------------------------------------------------------------ |
| Parti                                                        | Parti                                                        | Candidat                                                     | Votes                                                        | %                                                            |
|                                                              | Républicain                                                  | Paul Ryan (sortant)                                          | 161 320                                                      | 62,6                                                         |
|                                                              | Démocrate                                                    | Jeffrey C. Thomas                                            | 95 761                                                       | 37,2                                                         |
|                                                              | Autres                                                       | Autres                                                       | 515                                                          | 0,2                                                          |
| Total des votes                                              | Total des votes                                              | Total des votes                                              | 257 596                                                      | 100 %                                                        |
|                                                              | Les Républicains conservent                                  |                                                              |                                                              |                                                              |

### 2008
| Élection de 2008 du 1er district congressionnel du Wisconsin | Élection de 2008 du 1er district congressionnel du Wisconsin | Élection de 2008 du 1er district congressionnel du Wisconsin | Élection de 2008 du 1er district congressionnel du Wisconsin | Élection de 2008 du 1er district congressionnel du Wisconsin |
| ------------------------------------------------------------ | ------------------------------------------------------------ | ------------------------------------------------------------ | ------------------------------------------------------------ | ------------------------------------------------------------ |
| Parti                                                        | Parti                                                        | Candidat                                                     | Votes                                                        | %                                                            |
|                                                              | Républicain                                                  | Paul Ryan (sortant)                                          | 231 009                                                      | 64,0                                                         |
|                                                              | Démocrate                                                    | Marge Krupp                                                  | 125 268                                                      | 34,7                                                         |
|                                                              | Libertarien                                                  | Joseph Kexel                                                 | 4606                                                         | 1,3                                                          |
|                                                              | Autres                                                       | Autres                                                       | 224                                                          | 0,1                                                          |
| Total des votes                                              | Total des votes                                              | Total des votes                                              | 361 107                                                      | 100 %                                                        |
|                                                              | Les Républicains conservent                                  |                                                              |                                                              |                                                              |

### 2010
| Élection de 2010 du 1er district congressionnel du Wisconsin | Élection de 2010 du 1er district congressionnel du Wisconsin | Élection de 2010 du 1er district congressionnel du Wisconsin | Élection de 2010 du 1er district congressionnel du Wisconsin | Élection de 2010 du 1er district congressionnel du Wisconsin |
| ------------------------------------------------------------ | ------------------------------------------------------------ | ------------------------------------------------------------ | ------------------------------------------------------------ | ------------------------------------------------------------ |
| Parti                                                        | Parti                                                        | Candidat                                                     | Votes                                                        | %                                                            |
|                                                              | Républicain                                                  | Paul Ryan (sortant)                                          | 179 819                                                      | 68,2                                                         |
|                                                              | Démocrate                                                    | John Heckenlively                                            | 79 363                                                       | 30,1                                                         |
|                                                              | Libertarien                                                  | Joseph Kexel                                                 | 4311                                                         | 1,6                                                          |
|                                                              | Autres                                                       | Autres                                                       | 134                                                          | 0,1                                                          |
| Total des votes                                              | Total des votes                                              | Total des votes                                              | 263 627                                                      | 100 %                                                        |
|                                                              | Les Républicains conservent                                  |                                                              |                                                              |                                                              |

### 2012
| Élection de 2012 du 1er district congressionnel du Wisconsin | Élection de 2012 du 1er district congressionnel du Wisconsin | Élection de 2012 du 1er district congressionnel du Wisconsin | Élection de 2012 du 1er district congressionnel du Wisconsin | Élection de 2012 du 1er district congressionnel du Wisconsin |
| ------------------------------------------------------------ | ------------------------------------------------------------ | ------------------------------------------------------------ | ------------------------------------------------------------ | ------------------------------------------------------------ |
| Parti                                                        | Parti                                                        | Candidat                                                     | Votes                                                        | %                                                            |
|                                                              | Républicain                                                  | Paul Ryan (sortant)                                          | 200 423                                                      | 54,9                                                         |
|                                                              | Démocrate                                                    | Rob Zerban                                                   | 158 414                                                      | 43,4                                                         |
|                                                              | Libertarien                                                  | Keith Deschler                                               | 6054                                                         | 1,7                                                          |
|                                                              | Autres                                                       | Autres                                                       | 167                                                          | 0,0                                                          |
| Total des votes                                              | Total des votes                                              | Total des votes                                              | 365 058                                                      | 100 %                                                        |
|                                                              | Les Républicains conservent                                  |                                                              |                                                              |                                                              |

### 2014
| Élection de 2014 du 1er district congressionnel du Wisconsin | Élection de 2014 du 1er district congressionnel du Wisconsin | Élection de 2014 du 1er district congressionnel du Wisconsin | Élection de 2014 du 1er district congressionnel du Wisconsin | Élection de 2014 du 1er district congressionnel du Wisconsin |
| ------------------------------------------------------------ | ------------------------------------------------------------ | ------------------------------------------------------------ | ------------------------------------------------------------ | ------------------------------------------------------------ |
| Parti                                                        | Parti                                                        | Candidat                                                     | Votes                                                        | %                                                            |
|                                                              | Républicain                                                  | Paul Ryan (sortant)                                          | 182 316                                                      | 63,3                                                         |
|                                                              | Démocrate                                                    | Rob Zerban                                                   | 105 552                                                      | 36,6                                                         |
|                                                              | Autres                                                       | Autres                                                       | 273                                                          | 0,1                                                          |
|                                                              | Indépendant                                                  | Keith Deschler (write-in)                                    | 29                                                           | 0,0                                                          |
| Total des votes                                              | Total des votes                                              | Total des votes                                              | 288 170                                                      | 100 %                                                        |
|                                                              | Les Républicains conservent                                  |                                                              |                                                              |                                                              |

### 2016
| Élection de 2016 du 1er district congressionnel du Wisconsin | Élection de 2016 du 1er district congressionnel du Wisconsin | Élection de 2016 du 1er district congressionnel du Wisconsin | Élection de 2016 du 1er district congressionnel du Wisconsin | Élection de 2016 du 1er district congressionnel du Wisconsin |
| ------------------------------------------------------------ | ------------------------------------------------------------ | ------------------------------------------------------------ | ------------------------------------------------------------ | ------------------------------------------------------------ |
| Parti                                                        | Parti                                                        | Candidat                                                     | Votes                                                        | %                                                            |
|                                                              | Républicain                                                  | Paul Ryan (sortant)                                          | 230 072                                                      | 65,0                                                         |
|                                                              | Démocrate                                                    | Ryan Solen                                                   | 107 003                                                      | 30,2                                                         |
|                                                              | Indépendant                                                  | Spencer Zimmerman                                            | 9429                                                         | 2,7                                                          |
|                                                              | Libertarien                                                  | Jason Lebeck                                                 | 7486                                                         | 2,1                                                          |
| Total des votes                                              | Total des votes                                              | Total des votes                                              | 353 990                                                      | 100 %                                                        |
|                                                              | Les Républicains conservent                                  |                                                              |                                                              |                                                              |

### 2018
| Élection de 2018 du 1er district congressionnel du Wisconsin | Élection de 2018 du 1er district congressionnel du Wisconsin | Élection de 2018 du 1er district congressionnel du Wisconsin | Élection de 2018 du 1er district congressionnel du Wisconsin | Élection de 2018 du 1er district congressionnel du Wisconsin |
| ------------------------------------------------------------ | ------------------------------------------------------------ | ------------------------------------------------------------ | ------------------------------------------------------------ | ------------------------------------------------------------ |
| Parti                                                        | Parti                                                        | Candidat                                                     | Votes                                                        | %                                                            |
|                                                              | Républicain                                                  | Bryan Steil                                                  | 177 492                                                      | 54,6                                                         |
|                                                              | Démocrate                                                    | Randy Bryce                                                  | 137 508                                                      | 42,3                                                         |
|                                                              | Indépendant                                                  | Ken Yorgan                                                   | 10 006                                                       | 3,1                                                          |
|                                                              | Write-In                                                     | Write-In                                                     | 7                                                            | 0,0                                                          |
| Total des votes                                              | Total des votes                                              | Total des votes                                              | 325 013                                                      | 100 %                                                        |
|                                                              | Les Républicains conservent                                  |                                                              |                                                              |                                                              |

### 2020
| Élection de 2020 du 1er district congressionnel du Wisconsin | Élection de 2020 du 1er district congressionnel du Wisconsin | Élection de 2020 du 1er district congressionnel du Wisconsin | Élection de 2020 du 1er district congressionnel du Wisconsin | Élection de 2020 du 1er district congressionnel du Wisconsin |
| ------------------------------------------------------------ | ------------------------------------------------------------ | ------------------------------------------------------------ | ------------------------------------------------------------ | ------------------------------------------------------------ |
| Parti                                                        | Parti                                                        | Candidat                                                     | Votes                                                        | %                                                            |
|                                                              | Républicain                                                  | Bryan Steil (sortant)                                        | 238 271                                                      | 59,3                                                         |
|                                                              | Démocrate                                                    | Roger Polack                                                 | 163 170                                                      | 40,6                                                         |
|                                                              | Write-In                                                     | Write-In                                                     | 313                                                          | 0,1                                                          |
| Total des votes                                              | Total des votes                                              | Total des votes                                              | 401 754                                                      | 100 %                                                        |
|                                                              | Les Républicains conservent                                  |                                                              |                                                              |                                                              |

### 2022
| Primaire Républicaine de 2022 du 1er district congressionnel du Wisconsin | Primaire Républicaine de 2022 du 1er district congressionnel du Wisconsin | Primaire Républicaine de 2022 du 1er district congressionnel du Wisconsin | Primaire Républicaine de 2022 du 1er district congressionnel du Wisconsin | Primaire Républicaine de 2022 du 1er district congressionnel du Wisconsin |
| ------------------------------------------------------------------------- | ------------------------------------------------------------------------- | ------------------------------------------------------------------------- | ------------------------------------------------------------------------- | ------------------------------------------------------------------------- |
| Parti                                                                     | Parti                                                                     | Candidat                                                                  | Votes                                                                     | %                                                                         |
|                                                                           | Républicain                                                               | Bryan Steil (sortant)                                                     | 41 260                                                                    | 100%                                                                      |

| Primaire Démocrate de 2022 du 1er district congressionnel du Wisconsin | Primaire Démocrate de 2022 du 1er district congressionnel du Wisconsin | Primaire Démocrate de 2022 du 1er district congressionnel du Wisconsin | Primaire Démocrate de 2022 du 1er district congressionnel du Wisconsin | Primaire Démocrate de 2022 du 1er district congressionnel du Wisconsin |
| ---------------------------------------------------------------------- | ---------------------------------------------------------------------- | ---------------------------------------------------------------------- | ---------------------------------------------------------------------- | ---------------------------------------------------------------------- |
| Parti                                                                  | Parti                                                                  | Candidat                                                               | Votes                                                                  | %                                                                      |
|                                                                        | Démocrate                                                              | Ann Roe                                                                | 37 475                                                                 | 100%                                                                   |

| Élection de 2022 du 1er district congressionnel du Wisconsin | Élection de 2022 du 1er district congressionnel du Wisconsin | Élection de 2022 du 1er district congressionnel du Wisconsin | Élection de 2022 du 1er district congressionnel du Wisconsin | Élection de 2022 du 1er district congressionnel du Wisconsin |
| ------------------------------------------------------------ | ------------------------------------------------------------ | ------------------------------------------------------------ | ------------------------------------------------------------ | ------------------------------------------------------------ |
| Parti                                                        | Parti                                                        | Candidat                                                     | Votes                                                        | %                                                            |
|                                                              | Républicain                                                  | Bryan Steil (sortant)                                        | 162 610                                                      | 54,0                                                         |
|                                                              | Démocrate                                                    | Ann Roe                                                      | 135 825                                                      | 45,1                                                         |
|                                                              | Indépendant                                                  | Charles Barman                                               | 2247                                                         | 0,7                                                          |
|                                                              | Write-In                                                     | Write-In                                                     | 185                                                          | 0,1                                                          |
| Total des votes                                              | Total des votes                                              | Total des votes                                              | 300 867                                                      | 100 %                                                        |
|                                                              | Les Républicains conservent                                  |                                                              |                                                              |                                                              |

### 2024
| Primaire Républicaine de 2024 du 1er district congressionnel du Wisconsin | Primaire Républicaine de 2024 du 1er district congressionnel du Wisconsin | Primaire Républicaine de 2024 du 1er district congressionnel du Wisconsin | Primaire Républicaine de 2024 du 1er district congressionnel du Wisconsin | Primaire Républicaine de 2024 du 1er district congressionnel du Wisconsin |
| ------------------------------------------------------------------------- | ------------------------------------------------------------------------- | ------------------------------------------------------------------------- | ------------------------------------------------------------------------- | ------------------------------------------------------------------------- |
| Parti                                                                     | Parti                                                                     | Candidat                                                                  | Votes                                                                     | %                                                                         |
|                                                                           | Républicain                                                               | Bryan Steil (sortant)                                                     | 52 253                                                                    | 100%                                                                      |

| Primaire Démocrate de 2024 du 1er district congressionnel du Wisconsin | Primaire Démocrate de 2024 du 1er district congressionnel du Wisconsin | Primaire Démocrate de 2024 du 1er district congressionnel du Wisconsin | Primaire Démocrate de 2024 du 1er district congressionnel du Wisconsin | Primaire Démocrate de 2024 du 1er district congressionnel du Wisconsin |
| ---------------------------------------------------------------------- | ---------------------------------------------------------------------- | ---------------------------------------------------------------------- | ---------------------------------------------------------------------- | ---------------------------------------------------------------------- |
| Parti                                                                  | Parti                                                                  | Candidat                                                               | Votes                                                                  | %                                                                      |
|                                                                        | Démocrate                                                              | Peter Barca                                                            | 59 758                                                                 | 100%                                                                   |

| Primaire du Parti Vert de 2024 du 1er district congressionnel du Wisconsin | Primaire du Parti Vert de 2024 du 1er district congressionnel du Wisconsin | Primaire du Parti Vert de 2024 du 1er district congressionnel du Wisconsin | Primaire du Parti Vert de 2024 du 1er district congressionnel du Wisconsin | Primaire du Parti Vert de 2024 du 1er district congressionnel du Wisconsin |
| -------------------------------------------------------------------------- | -------------------------------------------------------------------------- | -------------------------------------------------------------------------- | -------------------------------------------------------------------------- | -------------------------------------------------------------------------- |
| Parti                                                                      | Parti                                                                      | Candidat                                                                   | Votes                                                                      | %                                                                          |
|                                                                            | Vert                                                                       | Chester Todd Jr.                                                           | 259                                                                        | 98,1                                                                       |
|                                                                            | Write-In                                                                   | Write-In                                                                   | 5                                                                          | 1,9                                                                        |

| Élection de 2024 du 1er district congressionnel du Wisconsin | Élection de 2024 du 1er district congressionnel du Wisconsin | Élection de 2024 du 1er district congressionnel du Wisconsin | Élection de 2024 du 1er district congressionnel du Wisconsin | Élection de 2024 du 1er district congressionnel du Wisconsin |
| ------------------------------------------------------------ | ------------------------------------------------------------ | ------------------------------------------------------------ | ------------------------------------------------------------ | ------------------------------------------------------------ |
| Parti                                                        | Parti                                                        | Candidat                                                     | Votes                                                        | %                                                            |
|                                                              | Républicain                                                  | Bryan Steil (sortant)                                        | TBD                                                          | TBD                                                          |
|                                                              | Démocrate                                                    | Peter Barca                                                  | TBD                                                          | TBD                                                          |
|                                                              | Vert                                                         | Chester Todd Jr.                                             | TBD                                                          | TBD                                                          |
| Total des votes                                              | Total des votes                                              | Total des votes                                              | TBD                                                          | 100 %                                                        |
|                                                              |                                                              |                                                              |                                                              |                                                              |